# 徐守恒
徐守恒（1914年—1987年），浙江省桐乡县人。中华人民共和国政治人物。

## 生平
1933年参加反帝大同盟，1938年参加八路军，同年加入中国共产党。曾在延安抗大一分校学习，后任晋察冀军区司令部政治协理员、工兵营政委、华北军区政治部宣传部科长，1946年至1949年，担任抗敌剧社指导员，之后参加太原战役。中华人民共和国成立后，历任北京军区政治部宣传部副部长、部长。1968年12月至1978年5月，山西省军区副政委兼运城军分区第一政委。1971年4月12日至1976年10月，当选中共山西省委常务委员。文化大革命结束后，继任常委委员，担任至1977年11月24日。1972年7月，任中共运城地委代理书记。1972年11月至1974年12月，任中共运城地委书记。后任北京军区步兵学校副政委。